# Enrique Valdés Bermejo
Enrique Valdés Bermejo (1945-1999) fue un botánico español. Estudió farmacia en la Universidad Complutense de Madrid, donde en 1973, realizó la defensa de su tesis: “Estudio biosistemático del género Moricandia DC.: morfología, ecología, corología, citotaxonomía y quimiotaxonomía”, bajo al supervisión doctoral de su tío Salvador Rivas Goday (1905-1981).
Desarrolló gran parte de su actividad científica como profesor de Botánica en la Facultad de Farmacia de la Universidad Complutense de Madrid, desde 1968 y, desde julio de 1975, en el Real Jardín Botánico de Madrid.
Dirigió numerosos trabajos de investigación en géneros como Reseda, Centaurea, Leucanthemopsis, Teucrium, Thymus. Participó en cinco expediciones científicas y en cincuenta y cuatro salidas por Galicia, además de muchas otras por el resto de España.

## Algunas publicaciones
- enrique Valdés Bermejo, F.J. Silva-Pando. 1987. Notas pteridológicas. Acta. Bot. Malacitana XII:225

- ------------------------------------. 1986. Aportaciones a la Flora de Galicia, II. Bol. Soc. Brot 60:24-68

- ------------------------------------, m.p. agudo Mata. 1983. Estudios cariológicos en las especies ibéricas del género Centaurea L. (Compositae). Anales del Jardín Botánico de Madrid. 40 (1 ):1 19-142

- ------------------------------------, c. Antúnez. 1981. Estudios cariológicos en especies españolas del género Santolina L. (Compositae). Anales del Jardín Botánico de Madrid.38:127- 144

- s. Castroviejo, e. Valdés Bermejo, s. rivas-Martínez, m. Costa. 1980. Novedades florísticas de Doñana. Anales Jard. Bot. Madrid 36: 203-244

- enrique Valdés Bermejo. 1980. La vegetación de Doñana (Huelva, España). Lazaroa 2:5-190. Madrid

- ------------------------------------. 1980. Números cromosómicos de plantas occidentales, 55-63. Anales Jard. Bot. Madrid 37 (1): 193-198

- ------------------------------------. 1978. Una nueva especie del Género Genista: G. sanahriensis sp nov. Trab. Dpto. Bot. Salamanca 7:5-10. Salamanca

- ------------------------------------, g. López. 1977. Aportaciones a la flora española. Anales del Jardín Botánico de Madrid. 34(1): 157-181

- ------------------------------------. 1975. Notas cariosistemáticas sobre Flora Española, 1. Acta Bot. Malacitana 2:39-50. Málaga

- ------------------------------------. 1974. Estudios citotaxonómicos en Crucíferas españolas. Las Ciencias 39:80-84. Madrid

- ------------------------------------. 1972. Alcaloides et Polyphénois des Léguimeuses, XXVI. Sur les alcaloides Sarothamus patens (L.) Webb (en colab.). Ann. Pharm. Fr. 30:527-530

- ------------------------------------. 1971. Estudios cariológicos en crucíferas españolas de los géneros Moricandia DC., Vella L., Carrichtera Adans. y Hutera Porta. Anales del Instituto Botánico A.J. Cavanilles 27:125-133

- l.m. Cabreras, e. Valdés Bermejo. 1970. Sobre los glucosinolatos del Lepidium heterophyllum (DC.) Benth. Anales del Instituto Botánico A.J. Cavanilles 26:207-216

### Libros
- enrique Valdés Bermejo,  Francisco Javier Silva-Pando. 2004. Vegetación del istmo de A Lanzada. Editor Pontevedra (Provincia). Deputación Provincial. Departamento de Publicacións. 2ª edición de Diputación Provincial de Pontevedra, Servicio de Publ. 70 pp. ISBN 84-8457-212-9

- Antonio martín Ciudad, santiago Castroviejo, enrique valdés-Bermejo, ramón morales Valverde. 1991. Números cromosomáticos de plantas vasculares ibéricas. Volumen 1 de Archivos de flora ibérica. Editor	Consejo Superior de Investigaciones Científicas, 202 pp.

- enrique Valdés Bermejo, y cols.. 1988. Flora del N.O. de la Península Ibérica. Exsiccata-fasc. III, n.º 151-250 Centro forestal de Lourizán. Pontevedra

- ------------------------------------, f.j. silva Pando. 1986. Vegetación del Istmo de la Lanzada. Excma. Diputación Provincial de Pontevedra. Pontevedra. 42 pp.

- ------------------------------------. 1985. Flora del N.W. de la Península Ibérica. Exsiccata-fasc. II n.º 5 1-150. Pontevedra

- ------------------------------------. 1985. Flora del N.W. de la Península Ibérica. Exsiccata-fasc. III n.º 151-250. Pontevedra

## Honores
- Socio fundador y Presidente de la "Agrupación Micológica de Vilagarcía de Arousa: "A Cantarela"

### Eponimia
Especies
- (Apiaceae) Helosciadium bermejoi (L.Llorens) Popper & M.F.Watson 1987[3]

- (Caryophyllaceae) Gypsophila bermejoi G.López[4]

- (Rhamnaceae) Rhamnus × bermejoi P.Fraga & Rosselló[5]

- 1981: Parque Botánico Enrique Valdés, en monte de O Castriño[6][7]
- La abreviatura «Valdés Berm.» se emplea para indicar a Enrique Valdés Bermejo como autoridad en la descripción y clasificación científica de los vegetales.[8]